# 李耀基
李耀基（1986年—），畢業於香港中文大學政治與行政學系，曾任香港專上學生聯會秘書長及香港中文大學學生會外務副會長，曾受民主黨的司徒華、李華明等器重，被稱為「華叔門生」 。

## 學運活躍份子
2006年，香港中文大學學生會外務副會長李耀基曾因參與保留舊中環天星碼頭事件被拘捕，連累當時香港中文大學學生會會長被踢出校。2009年，香港專上學生聯會秘書長李耀基發動年輕人參與七一大遊行爭取2012年雙普選，並於旺角行人專用區宣傳時被警方阻撓，反而贏得近百名市民響應圍攻警方。
李耀基在學期間認為香港中文大學的《雙語政策委員會報告書》違反《香港中文大學條例》有關「中文為主要授課語言」的規定，於是尋求司法覆核，以推翻教務會早前的決定。2008年，李耀基入稟高等法院司法覆核香港中文大學的《雙語政策委員會報告書》，但兩度敗訴。 中大校方更稱李耀基為「學生政客」。 2010年12月，案件獲准上訴至終審法院，與母校「再戰第三回」。 2011年9月28日，上訴聆訊原本預算需時2天，惟聆訊一個多小時後，李耀基主動撤回上訴，終院依程序判他敗訴，並要他支付中大訟費。

## 支聯會兩度被政治檢椌
2009年12月25日，李耀基與支聯會成員衝擊中聯辦抗議內地維權人士劉曉波被重判11年，結果受傷。其後，李耀基與支聯會成員李卓人等被控非法集結，而是次為支聯會成立以來首次被檢控的事件，被評為「政治打壓」。 2010年7月，法庭傳召中聯辦行政財務部處長梁雄為案件作供，為首次有中聯辦官員在本港法庭作供的案件。最後，李耀基等人被判無罪釋放。
2010年5月29日，警方於2010年5月29及30日先後兩次沒收於銅鑼灣時代廣場由支聯會展出的女神像複製品，拘捕支聯會13人其後，支聯會常委李卓人、蔡耀昌、張文光及李耀基向警方周旋，最後警方無條件釋放民主女神像。6月4日晚上，李耀基與蔡耀昌親手把女神像拆件，再抬上吊臂車，並護送至香港中文大學豎立於火車站旁。2010年11月，警方撤銷對支聯會 13名常委及義工涉嫌「阻差辦公」的控罪，但李耀基卻遭到「特別對待」被食環署控告於時代廣場外擺放新民主女神像時未有申請娛樂牌照，違反《公眾娛樂場所條例》。李耀基在庭上否認控罪時聲言「呢個係政治檢控，將公眾娛樂場所條例套用入莊嚴嘅六四紀念活動」。李耀基代表大律師李祖詒在審訊時爭拗，指條例中「使用公眾娛樂場所」中的「使用」定義太廣，途人即使只是路經該處，已被當成正「使用公眾娛樂場所」，認為法例不合理地限制被告的集會及言論自由，亦違反《基本法》。2011年6月29日，李耀基被裁定無牌使用公眾娛樂場所罪成，罰款2000元。裁判官認為涉案的展覽活動合乎《公眾娛樂場所條例》（下稱條例）中「娛樂」的定義，並強調法庭政治中立。

## 政壇新晉
2010年6月，何俊仁、張文光和李耀基找馮檢基和廖成利問兩黨合併的可能。 2010年7月，李耀基被民主黨幾名立法會議員指可出任該黨副主席，更被評為「年紀輕輕已是支聯會常委，近年在社運界嶄露頭角」。 其後，民主黨立法會議員李華明更「欽點」李耀基接任該黨中央委員。 2010年12月，李耀基接受訪問時表示不會因民主黨與中國政府溝通而放棄「平反六四」，曾揚言「如果民主黨要同大陸傾，『平反六四』一定唔可以退。」
2011年2月，民主黨立法會議員李華明透露將不角逐連任，由胡志偉及該黨未來新星李耀基接棒。該黨更評估「本來李耀基在政壇資歷尚淺，勝選機會不大，但公民黨和社民連在九東地區的勢力存有變數，造就了機會給李耀基。」令李耀基與胡志偉可能在2012年雙雙進入立法會。
2011年10月，李耀基報名參選2011年香港區議會選舉，選區為秀茂坪南選區，挑戰民建聯老將麥富寧，結果以1984票對3201敗給對手。2012年，李耀基落戶九龍西出戰立法會選舉，並排在民主黨黃碧雲及張文光之後。張文光更點名羅健熙、區諾軒、李耀基及尹兆堅等可在下屆排名單首位參選，更希望至 2020年普選立法會，民主黨領導層成功換血，全數 60歲或以上的「老鬼」功成身退。
2015年2月，李耀基正式提出退黨。